# Thīkri
Thīkri är en ort i Indien.   Den ligger i distriktet Barwani och delstaten Madhya Pradesh, i den centrala delen av landet, 800 km söder om huvudstaden New Delhi. Thīkri ligger 178 meter över havet och antalet invånare är 20 000.
Terrängen runt Thīkri är platt. Runt Thīkri är det ganska tätbefolkat, med 185 invånare per kvadratkilometer. Närmaste större samhälle är Dhāmnod, 17,7 km norr om Thīkri. Trakten runt Thīkri består till största delen av jordbruksmark.